# Trachyphloeini
Trachyphloeini es una tribu de insectos coleópteros curculiónidos pertenecientes a la subfamilia Entiminae.  

## Subtribus
- Trachyphilina
- Trachyphloeina